# Juan Bernardo Carrizo
Juan Bernardo Carrizo fue un político argentino que se desempeñó brevemente como gobernador de facto de la provincia de La Rioja (Argentina).

## Biografía
El 20 de diciembre de 1862 estalló en el departamento de Famatina un motín de paisanos de la campaña encabezado por el catamarqueño Clásico Galíndez, hermano del gobernador de Catamarca Francisco Rosa Galíndez, y por Emilio Álvarez, sobrino del obispo Aldazor y oficial del coronel Francisco Clavero.
En marzo un destacamento al mando de Fructuoso Ontiveros y Juan Gregorio Puebla, antiguos comandantes de Ángel Vicente Peñaloza, invadieron la provincia de San Luis derrotando a Juan Loyola en la batalla de Río Seco (20 de marzo de 1863) y en el combate de Higueritas.
Por su parte, los caudillos federales Carlos Ángel y Felipe Varela salieron rumbo a la provincia de Catamarca pero en el Departamento Capital, fueron derrotados el 31 de marzo en el combate de La Callecita por el Comandante de Armas de la provincia Víctor Maubecín.
En La Rioja, convertida en epicentro del movimiento de reacción federal, el gobernador constitucional Francisco Solano Gómez se vio forzado a dimitir y entregar el mando a Juan Bernardo Carrizo, más conocido como "Berna" Carrizo, hombre de Peñaloza, abandonando la provincia en marzo de 1863.
El 8 de abril el gobernador salteño Juan Nepomuceno Uriburu le informaba al presidente Bartolomé Mitre acerca del "movimiento revolucionario mediante el cual ha sido depuesto el señor gobernador Gómez de La Rioja por las fuerzas de Peñaloza o Chacho, las que amenazan invadir la provincia de Catamarca, para deponer al señor Correa y hacer volver a la escena los hombres que fueron separados a consecuencia del espléndido triunfo de Pavón, y aumentar sus fuerzas para invadir, sea la provincia de Tucumán o ésta [Salta]".
El 16 de abril de 1863 Peñaloza lanzó una proclama conocida como el "Grito de Guaja" llamando al levantamiento contra el gobierno nacional, que designó al gobernador de Santiago del Estero Manuel Taboada para encabezar la represión. Taboada, al mando de tropas de su provincia y de las milicias reunidas en Catamarca por los mandatarios de las provincias de Catamarca (Ramón Rosa Correa) y Tucumán (José María del Campo) derrotaron el 21 de abril en el Combate de Huillapima a unos 200 hombres de la vanguardia de Felipe Varela en el Departamento Capayán, provincia de Catamarca y al día siguiente batió separadamente a la vanguardia del teniente coronel Carlos Ángel y a su división principal en el Combate de Chumbicha, Departamento Capayán.
El 29 de abril invadió La Rioja al frente de 1000 hombres, mientras una división salteña al mando del coronel Diego Wellesley Wilde entraba a la provincia por el departamento Arauco y milicianos catamarqueños al mando del coronel Melitón Córdoba se preparaban para sumarse al ataque.
Carrizo abandonó la capital que fue ocupada por el ejército invasor el 3 de mayo, pero permaneció a solo 2 leguas con 1000 hombres, 800 jinetes y 200 infantes, secundado por Carlos Ángel y Severo Chumbita y algunos de sus principales subalternos, como los caudillos Suero y Toranzo.
Carrizo, que había sido apresuradamente designado gobernador propietario el 1 de mayo de 1863, abandonó la capital que fue ocupada por el ejército invasor el 3 de mayo, pero permaneció a solo 2 leguas con 1000 hombres, 800 jinetes y 200 infantes, secundado por Carlos Ángel y Severo Chumbita y algunos de sus principales subalternos, como los caudillos Suero y Toranzo.
El 3 de mayo de 1863 las fuerzas de Carrizo fueron completamente derrotadas en el Combate de Mal Paso. El desbande de las tropas de Carrizo fue completo y los federales fueron perseguidos durante 6 horas. En la acción, o más probablemente ejecutados después de ella, murieron 120 hombres de la infantería riojana, entre ellos todos sus jefes. Fueron capturados, y sobrevivieron, 37 hombres, 7 de ellos heridos. Los federales perdieron también su bandera, un estandarte, 80 fusiles, numerosas lanzas y el parque de municiones.
Durante su breve período al frente de la administración de su provincia, a decir del historiador Antonio Zinny, Carrizo "Cometió actos de depredación y vendió hasta los útiles de la secretaría de gobierno".
Finalmente, el Comandante de Armas Julio Campos consiguió detenerlo. Carrizo fue sometido a los tribunales ordinarios, juzgado y sentenciado a muerte. Fue ejecutado el 10 de octubre de 1866.